# アイドル・ハンズ
『アイドル・ハンズ』（原題: Idle Hands）は、1999年のアメリカ合衆国の映画。
WOWOWで放送された時のタイトルは『アイドル・ハンズ/僕の右手は殺人鬼!?』。

## あらすじ
学校にも行かずダラダラしているアントンの右手が、ある日勝手に動くようになった。その右手はアントンの周りの人びとに刃を向け、ついにはアントンが恋焦がれてきた少女にまで牙をむこうとしていた。

## キャスト
※（）は日本語吹き替え
- アントン - デヴォン・サワ（坂詰貴之）
- ミック - セス・グリーン（桐本琢也）
- ブナブ - エルデン・ヘンソン（檜山修之）
- モリー - ジェシカ・アルバ（阿部桐子）
- デビ - ヴィヴィカ・A・フォックス（佐藤しのぶ）
- クリストファー・ハート
- ランディ - ジャック・ノーズワージー（遊佐浩二）
- ターニャ - ケイティ・ライト（柚木涼香）
- マクメイシー - ショーン・ウェーレン（平田広明）
- ラック - ニコラス・サドラー（坂口賢一）
- ゲイリー - フレッド・ウィラード（佐々木梅治）
- ノーマ - コニー・レイ（寺内よりえ）
- カーティス - スティーブ・バン・ウォーマー（長嶝高士）
- ランディ・オグレスビー